# Kötschachtal
Kötschachtal ist eine Rotte in der Gemeinde Bad Gastein im österreichischen Bundesland Salzburg.

## Geografie
Kötschachtal gehört zur Ortschaft Bad Gastein und zur Katastralgemeinde Badgastein. Die östliche Hälfte der Siedlung liegt im Landschaftsschutzgebiet Gasteiner-Tal.
Durch Kötschachtal fließt der Kötschachbach. Dessen Nebenbäche im Ortsgebiet sind in Fließrichtung: der Himmelwandbach (rechts) mit dem Weißlahnbach als rechtem Zubringer, der Plattenbach (links), der Döferlbach (rechts), die Froneckrunse 3 (rechts), die Froneckrunse 2 (rechts), die Froneckrunse 1 (rechts), die Weißwandrunse (rechts), der Kapellenbach (links) und die Runse Poserlhöhe (rechts).
In Kötschachtal wachsen Steinnelken (Dianthus sylvestris). Das Vorkommen der Weiß-Tanne (Abies alba) wurde erstmals 1521 bezeugt. Bei einer Erhebung der Vogelarten des Gasteinertals in den 1980er Jahren wurden in Kötschachtal der Habicht (Accipiter gentilis), der Kolkrabe (Corvus corax), der Schwarzspecht (Dryocopus martius) und der Steinadler (Aquila chrysaetos) als Brutvögel sowie der Alpensegler (Apus melba) und der Sperber (Accipiter nisus) als wahrscheinliche Brutvögel beobachtet.

## Geschichte
Im 15. und 16. Jahrhundert war das Kötschachtal von zahlreichen in der Erzgewinnung beschäftigten Berg- und Hüttenarbeitern geprägt. Im Mai 1914 wurde das Tal von einem schweren Hochwasser heimgesucht. Eine riesige Schneelawine zerstörte 1951 das Ölbrennergut, in dem sich 14 Menschen befanden. Überschwemmungen verwüsteten im Juli 2016 das gesamte Tal.

## Kultur und Sehenswürdigkeiten

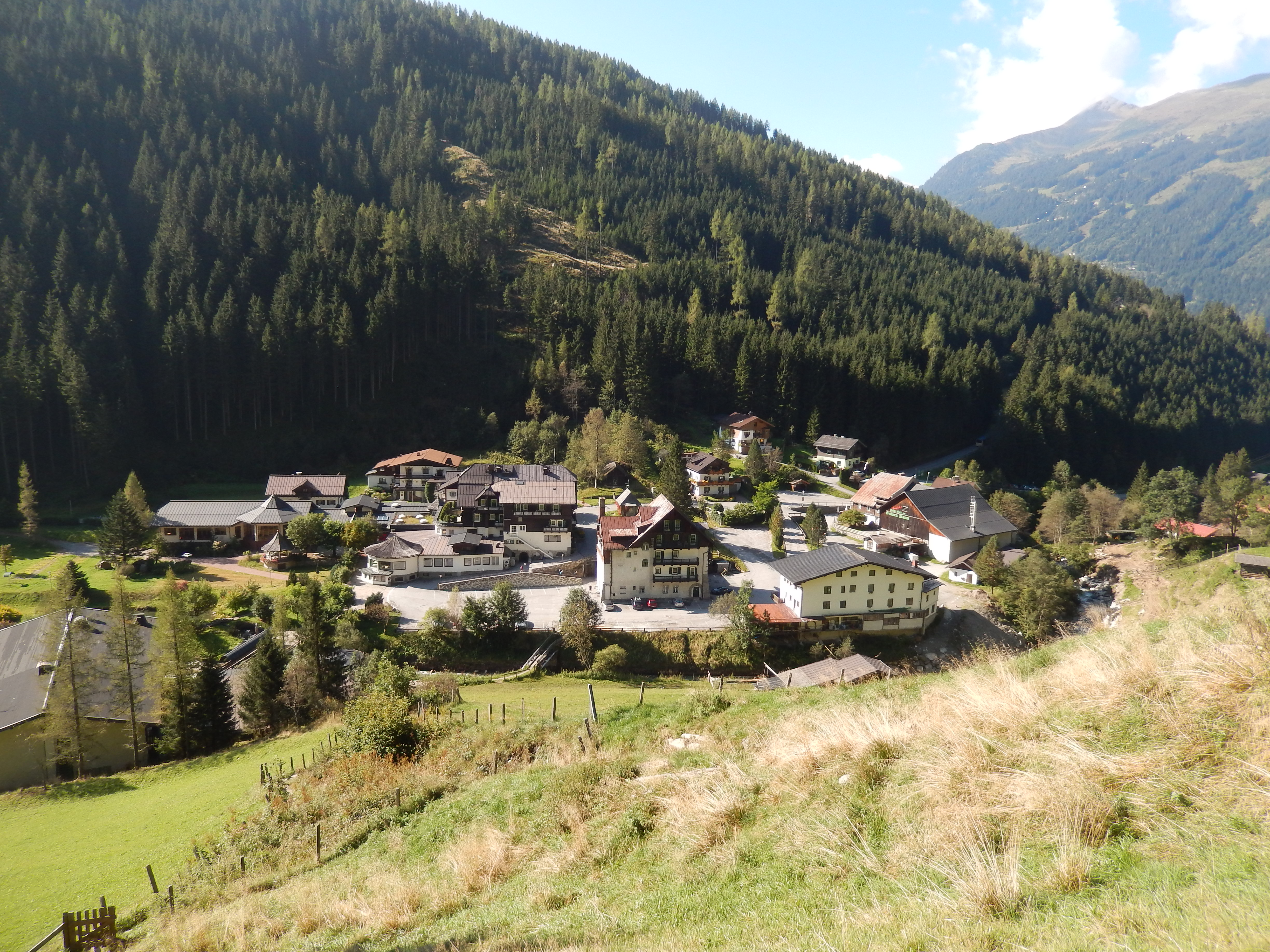
Häusergruppe Grüner Baum

Der Grüne Baum in Kötschachtal geht auf ein 1831 durch Erzherzog Johann von Österreich errichtetes Jagdhaus zurück, das sich zu einer beliebten Jausenstation entwickelte. Ab 1913 wurde es mit neuen Besitzern zum Ausflugsgasthof Grüner Baum, das 1923 niederbrannte und anschließend neu errichtet wurde. In der Nachkriegszeit war hier für kurze Zeit ein amerikanisches Lazarett untergebracht. Der Grüne Baum wuchs in den 1970er Jahren zu einem Hoteldorf, das 2016 schließen musste.
Der Schriftsteller Ernst Lothar beschrieb das Tal in seinem 1951 erschienenen Roman Verwandlung durch Liebe wie folgt:

„Die Promenade läßt den Wald zur Rechten und öffnet sich ins Tal. Vom Kötschachbach schmal durchflossen, steigt es am linken Bachbett zum Gebirge auf, erst stehen ein paar Häuser verstreut, darüber erheben sich Felder, der Wind wellt sie, je höher und kühner sie bestellt worden sind; oberhalb der Felder, die gelb werden sind die Matten smaragdgrün. Darüber stehen Fichten. Darüber wird der Granit kahl, doch der vom Himmel geschiedene Grat grün; an der äußersten Grenze noch einmal mit Bäumen und dunklerem Gebüsch; das freie Auge sieht sie und ihre steilen Schatten.“

Zu den in Kötschachtal aktiven zahlreichen Krampus-Gruppen („Passen“) des Gasteinertals zählen der 1967 gegründete Reiterbauer-Pass, der 1990 gegründete Haberg-Pass, der 1997 gegründete Bockstoa-Pass, der 2008 gegründete Plottnboch-Pass, der ebenfalls 2008 gegründete Rauchkogel-Pass, der 2010 gegründete Stubnerkogel-Pass und der 2011 gegründete Kötschacha-Pass.

## Infrastruktur
Durch Kötschachtal führen die Fernwanderwege Arnoweg und Salzburger Almenweg sowie die leichte Mountainbikestrecke Prossau. Die Siedlung ist über die Bushaltestelle Bad Gastein Grüner Baum an den öffentlichen Verkehr angeschlossen.